# Gary Wright's Extraction
Gary Wright’s Extraction is het debuutalbum van Gary Wright. Wright was net uit de Britse muziekgroep Spooky Tooth gestapt toen hij in de Verenigde Staten (hij was ten slotte Amerikaan) een album kon opnemen voor uitgifte via A & M Records. A & M Records was begonnen als onderdeel van Island Records, maar groeide in de VS zo snel dat ze vaak de release van Island Records in de VS voor hun rekening namen. De muziek lijkt in de verste verte nog niet op Wrights latere succesvolle album The dream weaver. Het is rechttoe rechtaan jaren 70-rock met progressieve inslag.

## Musici
Opvallend is het rijtje musici dat meespeelde:
- Gary Wright – zang, toetsinstrumenten
- Mick Abrahams – gitaar (van Jethro Tull en Blodwyn Pig)
- Trevor Burton – gitaar (uit The Move en Steve Gibbons Band)
- Hugh McCracken – gitaar (uit Mike Mainieri’s White Elephant Orchestra)
- Klaus Voormann – basgitaar (bij Plastic Ono Band, Manfred Mann, George Harrison), hij maakte ook de hoes (en die van Revolver)
- Mike Kellie – drums (van Spooky Tooth)
- Alan White – slagwerk (uit de Plastic Ono Band, later in Yes)
- Doris Troy – achtergrondzang ( ze zong ook bij onder andere The Rolling Stones en Pink Floyd)
- Madeline Bell – achtergrondzang (ze zong bij Blue Mink)
- Nannette Newman – achtergrondzang (ze zong ook bij The Rolling Stones)

## Muziek
| Nr. | Titel                                | Duur |
| --- | ------------------------------------ | ---- |
| 1.  | Get on the right road                | 3:33 |
| 2.  | Get hold of yourself                 | 3:11 |
| 3.  | Sing a song                          | 3:14 |
| 4.  | We try hard                          | 2:28 |
| 5.  | I know a place                       | 5:04 |
| 6.  | The wrong time (Wright, McCracken)   | 3:25 |
| 7.  | Over you now                         | 3:48 |
| 8.  | Too late to cry                      | 3:52 |
| 9.  | I’ve got a story (Wright, McCracken) | 5:29 |

Get on the right road werd met B-kant Over you now uitgebracht als single. Noch album noch single kwamen in een Nederlandse of Belgische lijst terecht.